# Bulzi
Bulzi (en sard, Bulzi) és un municipi italià, dins de la província de Sàsser. L'any 2007 tenia 634 habitants. Es troba a la regió d'Anglona. Limita amb els municipis de Laerru, Perfugas, Santa Maria Coghinas i Sedini.

## Administració
| Període | Identitat            | Partit        |
| ------- | -------------------- | ------------- |
| 2006-   | Maria Leonarda Pinna | Llista cívica |